# Robert Newbery
Robert Newbery, född den 2 januari 1979 i Adelaide, är en australisk simhoppare.
Han tog OS-brons i synkroniserade svikthopp i samband med de olympiska simhoppstävlingarna 2004 i Aten.